# اخلاق ارباب و برده‌ای
فریدریش نیچه، اخلاق را به اخلاق ارباب و برده (انگلیسی: Master–slave morality) تقسیم می‌کند. تمرکز بر این تقسیم‌بندی به‌ویژه در نخستین گفتار تبارشناسی اخلاق بیشتر نمود می‌یابد. نیچه بر این باور است که اخلاق بر دو قسم است: اخلاق ارباب و اخلاق برده. اخلاق برده در پندار نیچه، بر پایهٔ فروتنی، مهربانی، دلسوزی و رقت قلب است، حال آنکه ارزش‌های اخلاق ارباب، نجابت، قدرت، اصالت، تفاخر و غرور هستند. اخلاق اربابی با مکیال راستی و کژی که همان پارسایی و گناهکاری عام هستند سنجیده می‌گردد و اخلاق بردگی با محک خیر و شر اندازه می‌شود. از مولفه‌های اندیشهٔ نیچه، ستایش قدرت است. چنانچه که در تشریح اخلاق نیز اخلاق ارباب را اصیل‌تر برمی‌شمرد.
آن گونه که از اندیشهٔ نیچه بر می‌آید برده‌ها در انحطاط اخلاقی هستند چون معنای خیر را تغییر داده‌اند. در واقع خیر در اخلاق بردگان اصالت ندارد.

## ابرمرد
ابرمرد, غایت انسان اخلاق‌مند و اخلاق‌محور در اندیشهٔ نیچه است. ابرمرد انسانی است که ضعفی ندارد. نیچه، انسان را میانه‌ای از حیوان و ابرمرد می‌نامد. تعریف نیچه از ابرمرد در سلب اخلاق بردگی و وجوب راستی و قدرت در وی است.